# Demon (Star Trek: Voyager)
„Demon” (titlu original: „Demon”) este al 24-lea episod din al patrulea sezon al serialului TV american științifico-fantastic Star Trek: Voyager și al 92-lea în total. A avut premiera la 6 mai 1998 pe canalul UPN.

## Prezentare
Tom Paris și Harry Kim coboară cu o navetă pe o planetă extrem de neospitalieră pentru a face rost de combustibil.

## Actori ocazionali
- Alexander Enberg – Ens. Vorik
- Susan Lewis – Transporter Technician

## Vezi și
- Aquiel (episod Star Trek: Generația următoare)
- Creatura (film din 1982)